# 813
813（八百十三、はっぴゃくじゅうさん）は自然数、また整数において、812の次で814の前の数である。

## 性質
- 813 は合成数であり、約数は 1 , 3 , 271 と 813 である。
  - 約数の和は1088。
- 813 = 280 + 281 + 282
  - a = 28 のときの a0 + a1 + a2 の値とみたとき1つ前は757、次は871。
  - 28の累乗和とみたとき1つ前は29、次は22765。(オンライン整数列大辞典の数列 A218731)
    - 813 = 283 − 1/28 − 1 = 293 + 1/29 + 1
- 各位の和が12になる66番目の数である。1つ前は804、次は822。
- 各位の積が各位の和の2倍になる17番目の数である。1つ前は541、次は831。(オンライン整数列大辞典の数列 A062034)
- 813 = 22 + 52 + 282 = 42 + 112 + 262 = 142 + 162 + 192
  - 3つの平方数の和3通りで表せる117番目の数である。1つ前は802、次は814。(オンライン整数列大辞典の数列 A025323)
  - 異なる3つの平方数の和3通りで表せる91番目の数である。1つ前は811、次は814。(オンライン整数列大辞典の数列 A025341)
- 連続フィボナッチ数を並べた数である。1つ前は58、次は1321。(オンライン整数列大辞典の数列 A092778)

## その他 813 に関連すること
- JR九州813系電車は、JR九州の近郊形電車。
- SoftBank 813SHは、ソフトバンクモバイルの携帯電話端末。
- モーリス・ルブランの「アルセーヌ・ルパン」シリーズのなかに「813」がある。
- 西暦813年
- 紀元前813年